# Cavallino Matto
Cavallino Matto est le plus grand parc d'attractions de la Toscane, situé dans une pinède, sur la plage de la Mer Tyrrhénienne à Marina di Castagneto Carducci, dans la province de Livourne. Il s'étend sur un secteur de 6 hectares. Le site propose des restaurants, self-services, aire de pique-nique, etc. "Cavallino Matto" signifie "cheval fou".
Depuis février 2006, Cavallino Matto est la propriété de la famille Manfredini. 
Le parc ouvre généralement de mars à octobre.

## Histoire
Cavallino Matto était, en 1967, un parc modeste à l'entrée libre comprenant quelques jeux : minigolf, ping-pong, promenades à dos de cheval dans une forêt méditerranéenne de pins, près de la plage, à juste 100 mètres de la mer. Initialement appelé Parco Gulliver, c'était le parc du dimanche, au départ fonctionnant grâce aux habitants des alentours. 
Avec le temps, les attractions proposées évoluent tout en restant dans l'optique d'un parc familial.
Mais, la concurrence évolue aussi, d'autres parcs de loisirs apparaissent en Italie et dans les pays voisins. Ils proposent des attractions plus sensationnelles et se permettent des investissements gigantesques, ce que ne peut pas faire le petit parc toscan. 
En 1991, la surface double et des manèges et attractions mécaniques sont alors ajoutés. Nommé Parco Gulliver, le parc est rebaptisé Cavallino Matto.
Cavallino Matto est alors transformé en 2001 en Magirè et en 2006 en Magix (ce qui est maintenant devenu le nom de la mascotte) prenant des apparences différentes, mais avec un contenu resté inchangé. Jusqu'à l'arrivée de la famille Manfredi, en février 2006 qui reprit en main le parc avec l'intention de créer un grand parc de loisirs et d'attractions dans le cœur de la Toscane. 
À partir d'octobre 2006, quand le site ferme pour la période d'hiver, commencent les grands travaux pour mettre en place la transformation de Cavallino Matto. Quand le parc rouvre ses portes le 31 mars 2007, il annonce une saison toute particulière pleine de changements nommée Magic 2007.
Avec cette saison 2007, le visiteur peut déjà percevoir une amélioration au niveau des attractions proposées, plus spectaculaires. Pour cette saison 2007, le parc toscan affiche 40 % de visiteurs en plus par rapport à la saison précédente. La bonne communication et la présence positive sur le territoire de Cavallino Matto fonctionnent et font se réveiller un parc en sommeil pendant plusieurs années.

## Principales attractions

### Montagnes russes

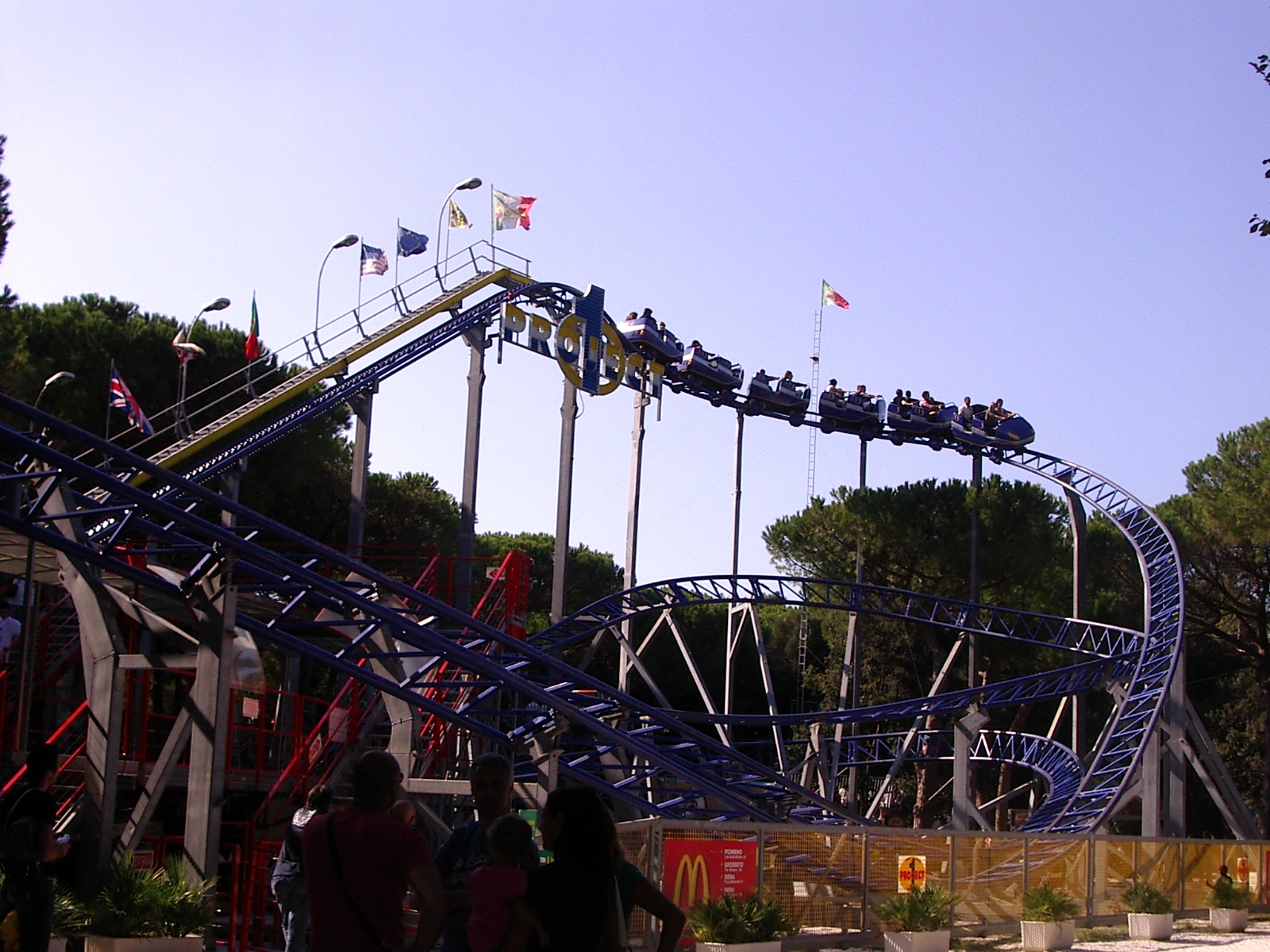
Project 1
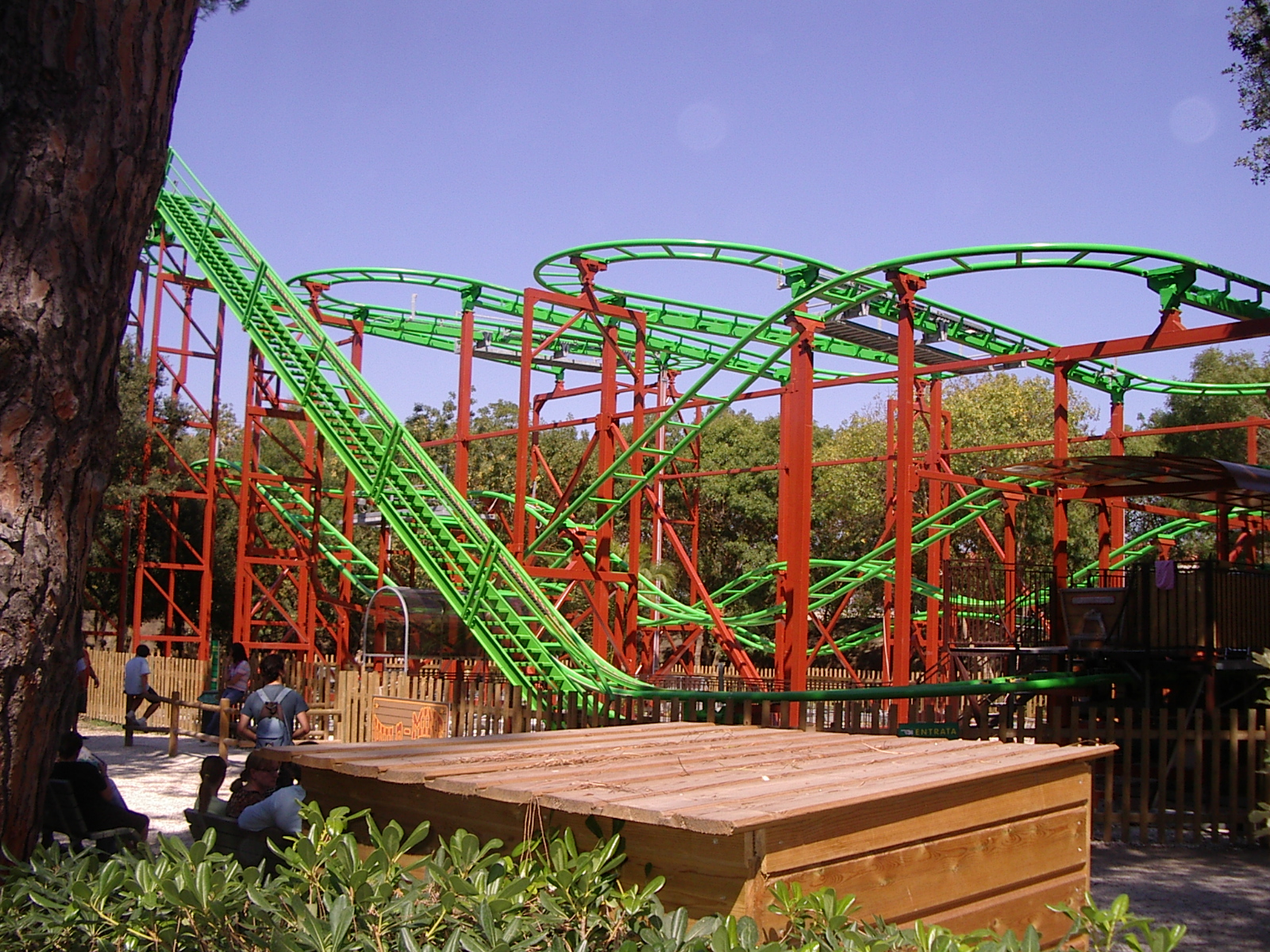
Wild mine

| Nom                 | Type                             | Constructeur | Année |
| ------------------- | -------------------------------- | ------------ | ----- |
| Freestyle           | Montagnes russes debout          | Togo         | 2015  |
| Project 1           | Montagnes russes en métal        | L&T Systems  | 2006  |
| Speedy Gonzales     | Montagnes russes en métal junior | L&T Systems  | 2003  |
| Topo Zorro explorer | Montagnes russes en métal junior | S.D.C.       | 2007  |
| Wild mine           | Wild Mouse                       | L&T Systems  | 1997  |

- Project 1
- Wild mine

### Attractions aquatiques

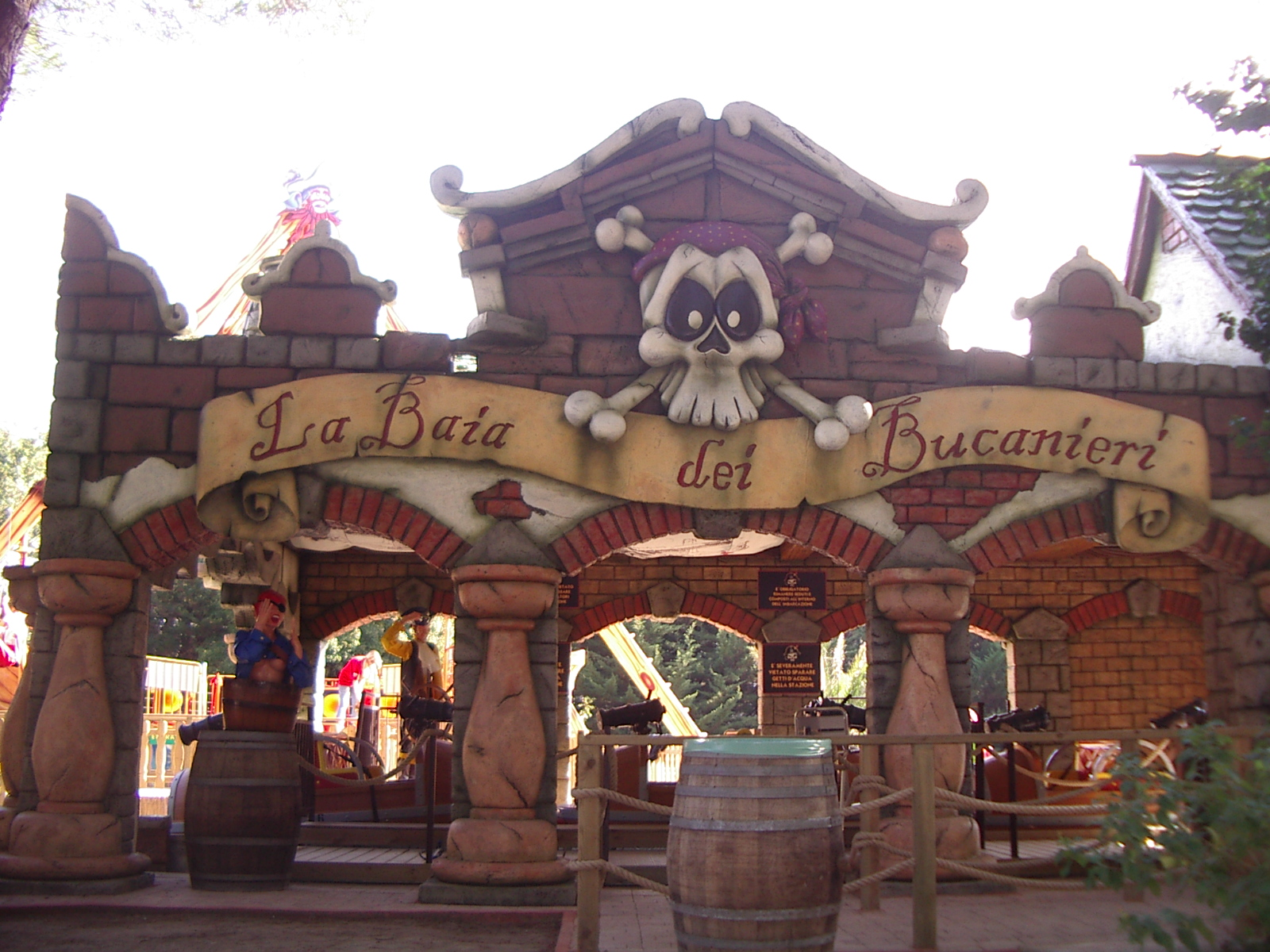
Baia dei Bucanieri

| Nom                | Type          | Constructeur           | Année |
| ------------------ | ------------- | ---------------------- | ----- |
| Baia dei bucanieri | Splash Battle | SBF Visa Group / OzLab | 2007  |
| Canoa delle favole | Bûches junior |                        | 1991  |
| Jurassic River     | Bûches        | L&T Systems            | 2018  |

### Autres
| Nom               | Type                             | Constructeur            | Année |
| ----------------- | -------------------------------- | ----------------------- | ----- |
| Carousel          | Carrousel                        |                         | 2001  |
| Funicolare        | Sky Dive                         | Heege Freizeittechnik   |       |
| Gold mine         | Parcours scénique                |                         | 2010  |
| Raptor Ship       | Bateau à bascule                 | SBF Visa Group          | 2006  |
| Pazzo west        | Chevaux Galopants                |                         | 2006  |
| Rock'n Roll       | Pieuvre                          | Anton Schwarzkopf       | 2012  |
| Safari adventures | Parcours à bord de petites jeeps | IMA Sfx Studios         | 1991  |
| Huracan Tower     | Tour de chute                    | Moser's Rides / Soriani | 2010  |
| Fly sauro         | Manège Sky Glider                | SBF Visa Group          | 2006  |
| Yukatan           | Typhoon                          | Technical Park          | 2009  |